# Deltalumita
La deltalumita és un mineral de la classe dels òxids.

## Característiques
La deltalumita és un òxid de fórmula química Al₂O₃. Es tracta d'un dimorf del corindó. Va ser aprovada com a espècie vàlida per l'Associació Mineralògica Internacional l'any 2016. Cristal·litza en el sistema tetragonal.

## Formació i jaciments
Va ser descoberta a la fissura del volcà Tolbàtxik generada en les erupcions dels anys 2012 i 2013. El volcà Tolbàtxik es troba a Kamtxatka, al Districte Federal de l'Extrem Orient de Rússia. Es tracta de l'únic indret on ha estat trobada aquesta espècie mineral.